# Erythrodiplax chromoptera
Erythrodiplax chromoptera is een libellensoort uit de familie van de korenbouten (Libellulidae), onderorde echte libellen (Anisoptera).
De wetenschappelijke naam Erythrodiplax chromoptera is voor het eerst geldig gepubliceerd in 1942 door Donald J. Borror.